# Acontia acontina
Acontia acontina là một loài bướm đêm trong họ Noctuidae.